# 그자비에 보부아
그자비에 보부아(프랑스어: Xavier Beauvois, 1967년 3월 20일 ~ )는 프랑스의 배우 및 영화 감독이다.

## 출연 작품
- 뽀네뜨
- 페어웰, 마이 퀸 - 루이 16세 역
- 쇼콜라 - 자크 역
- 디 엔드
- 장고 인 멜로디 - STO 의사 역
- 렛 더 선샤인 인 - 뱅상 역
- 더 가디언즈 (각본, 감독)